# Luc Mertens
Luc Mertens (2 november 1980) is een Belgisch touwtrekker.

## Levensloop
Mertens is afkomstig uit Hoogstraten en is aangesloten bij TTV Mertensmannen uit Minderhout. Met deze touwtrekkersclub werd hij in 2006 vijfde op het wereldkampioenschap in de klasse tot 640 kg in het Nederlandse Assen.
Daarnaast is hij actief in het Belgisch touwtrekteam. Met de Pull Bulls nam hij onder meer deel aan de Wereldspelen van 2022, alwaar ze brons behaalden in de klasse tot 640 kg.